# Carl Henrik Adolf Blûm
Carl Henrik Adolf Blûm, född 10 september 1828 i Karlstads stadsförsamling, Värmlands län, död 18 juni 1901 i Linköpings församling, Östergötlands län, var en svensk lantbrukare och jordbruksreformator.

## Biografi
Carl Henrik Adolf Blûm var son till överste Adolph Blûm. Han genomgick Karlstads läroverk och Sjögestads lantbruksskola i Östergötland och tjänstgjorde därefter som inspektor på flera egendomar i Östergötland. 1855-62 var han ägare till Ullvi gård i Västmanland och arrenderade därefter Normestorp i Slaka socken samt senare Ekholmen i Landeryds socken och Högåsa, Vågerstad och Säby i Ljungs socken. Åren 1867-1900 var han sekreterare i Östergötlands läns hushållningssällskap. Blüm var sekreterare för styrelsen inför 14:e allmänna svenska lantbruksmötet i Norrköping, förståndare för frökontrollanstalten i Linköping 1878-1900, ombudsman för länets försäkringsbolag mot hagelskada 1878-1901 och ordförande i Föreningen för inhemsk fröodling från instiftandet 1879. Blüm representerade hushållningssällskapet bland annat i Sveriges utsädesförenings större styrelse 1888-1900 och vid ett flertal lantbrukssammanträden. Han erhöll pension från sin tjänst 1900 men fortsatte att sköta tjänsten fram till kort före sin död. Blûm blev riddare av Vasaorden 1876, ledamot av Lantbruksakademien 1887 och riddare av Nordstjärneorden 1891.